# Ка Бортолучи (Модена)
Ка Бортолучи (итал. Ca' Bortolucci) је насеље у Италији у округу Модена, региону Емилија-Ромања.
Према процени из 2011. у насељу је живело 58 становника. Насеље се налази на надморској висини од 728 м.